# Witmarsum (Pays-Bas)
Pour les articles homonymes, voir Witmarsum.
Witmarsum est un village de la commune néerlandaise de Súdwest Fryslân, dans la province de Frise. Son nom en frison est Wytmarsum.

## Géographie
Le village est situé dans l'ouest de la province de Frise, à 6 km au nord-ouest de Bolsward et à 6 km à l'est de la mer des Wadden.

## Histoire
Witmarsum fait partie de la commune de Wûnseradiel jusqu'au 1er janvier 2011, où celle-ci est supprimée et fusionnée avec Bolsward, Nijefurd, Sneek et Wymbritseradiel pour former la nouvelle commune de Súdwest-Fryslân.

## Démographie
Le 1er janvier 2017, le village comptait 1 735 habitants.

## Personnalité
- Pim Mulier (1865-1954), un des fondateurs du sport moderne néerlandais.
- Menno Simons, prêtre anabaptiste est né à Witmarsum.